# ملاکلا (محمودآباد)
ملاکلا، روستایی است از توابع بخش سرخ‌رود شهرستان محمودآباد در استان مازندران ایران. مدیریت روستای در حال حاضر ابراهیم طهماسبی مدیریت میکند.

## جمعیت
این روستا در دهستان هرازپی شمالی قرار دارد و براساس سرشماری مرکز آمار ایران در سال ۱۳۸۵، جمعیت آن ۲۲۴۱ نفر (۶۲۹خانوار) بوده‌است.
در سال آذر ماه 1399 دهیار و دو تن از اعضای شورای این روستا به اتهام رشوه دستگیر شدند.

## عرصه علمی
اهالی ملاکلا در عرصه های علمی درخشش فراوانی داشتند. دکتر جواد وحیدی استاد دانشگاه علم و صنعت تهران نمونه بارز این افراد است . از وی تاکنون بیش از 80 جلد کتاب و بیش از 100 مقاله علمی منتشر شده است. وی همچنین به عنوان پژوهشگر با دانشگاه یونیسا در شهر پروتریای افریقای جنوبی همکاری دارد.  دکتر بهرام طهماسبی پزشک و عضو هیات علمی دانشگاه علوم پزشکی از دیگر افراد علمی برجسته روستا است.